# Pławno (gmina)
Pławno – dawna gmina wiejska istniejąca w latach 1927–1954 w woj. łódzkim. Siedzibą władz gminy było Pławno.
Gminę Pławno utworzono jako gminę wiejskę o miejskich uprawnieniach finansowych 1 stycznia 1927 roku w powiecie radomszczańskim w woj. łódzkim, z części obszaru gminy Gidle. Po wojnie gmina zachowała przynależność administracyjną. Według stanu z dnia 1 lipca 1952 roku gmina składała się z zaledwie 2 gromad - Pławno i Stanisławice.
Jednostka została zniesiona 29 września 1954 roku wraz z reformą wprowadzającą gromady w miejsce gmin. Po reaktywowaniu gmin z dniem 1 stycznia 1973 roku gminy Pławno nie przywrócono, a jej dawny obszar wszedł w skład gminy Gidle.
Zobacz też: gmina Pławna.